# Zane Grey
Pearl Zane Grey (Zanesville, 31. siječnja 1872. – Altadena, 23. listopada 1939.) - američki romanopisac
Stekao je široku popularnost svojim pustolovnim romanima o svijetu kauboja i Divljeg zapada. Napisao je 50 romana, a mnogi od njih su i ekranizirani. Prvi roman "Bety Zane" objavio je 1904. godine. No veliku popularnost donio mu je roman "Jahači rumene kadulje" objavljen 1912. godine. Postao je najprodavaniji roman u SAD-u do tada, prodano je 750.000 primjeraka.
Nakon toga, trudio se objaviti otprilike po jedan roman godišnje.

## Romani
- "Jahači rumene kadulje" (Riders of the purple sage - 1912., hrvatski prijevod 1927.)
- "Tajanstveni jahač" (The mysterious rider - 1921., hrvatski prijevod 1961.)
- "Grmljavina stada" (The thundering herd - 1925., hrvatski prijevod 1951.)
- "Sjaj zapadnih zvijezda"
- "Dva sombrera"
- "Družina krivog noža"
- "Crna legija"
- "Do posljednjeg čovjeka"
- "Western union"
- "Pljačkaško gnijezdo"
- "Družina krivog noža"
- "Loganovo krdo"
- "Trasa Union Pacifica"